# Ronde van Italië 2019/Zesde etappe
De zesde etappe van de Ronde van Italië 2019 was een rit over 238 kilometer tussen Cassino en San Giovanni Rotondo. Na de vijfde etappe van gisteren ging ook de zesde etappe over geaccidenteerd terrein. De Coppa Casarinelle (15 kilometer à 4,4% gemiddeld) zou de meeste sprinters uitschakelen in de strijd om de ritzege. Ook de laatste 1500 meter liepen licht bergop. De winnaar leek vermoedelijk een meer dan goede puncher. Uiteindelijk bleek de vlucht van de dag de ruimte te krijgen van rozetruidrager Roglič. Hij stond de leiding af aan Valerio Conti.
| Cassino – San Giovanni Rotondo (238,0 km) |                    |                             |          |
| Plaats                                    | Naam               | Ploeg                       | Tijd     |
| 1                                         | Fausto Masnada     | Androni-Sidermec-Bottecchia | 5u45'01" |
| 2                                         | Valerio Conti      | UAE Team Emirates           | + 5"     |
| 3                                         | José Joaquín Rojas | Movistar Team               | + 38"    |
| 4                                         | Rubén Plaza        | Israel Cycling Academy      | z.t.     |
| 5                                         | Giovanni Carboni   | Bardiani-CSF                | + 43"    |
| 6                                         | Pieter Serry       | Deceuninck–Quick-Step       | + 54"    |
| 7                                         | Valentin Madouas   | Groupama-FDJ                | z.t.     |
| 8                                         | Nans Peters        | AG2R La Mondiale            | + 57"    |
| 9                                         | Andrey Amador      | Movistar Team               | z.t.     |
| 10                                        | Amaro Antunes      | CCC Team                    | z.t.     |
|                                           |                    |                             |          |
| 11                                        | Sam Oomen          | Team Sunweb                 | + 1'03"  |

| Algemeen klassement |                    |                             |           |
| Plaats              | Naam               | Ploeg                       | Tijd      |
| Roze trui           | Valerio Conti      | UAE Team Emirates           | 25u22'00" |
| 2                   | Giovanni Carboni   | Bardiani CSF                | + 1'41"   |
| 3                   | Nans Peters        | AG2R La Mondiale            | + 2'09"   |
| 4                   | José Joaquín Rojas | Movistar Team               | + 2'12"   |
| 5                   | Valentin Madouas   | Groupama-FDJ                | + 2'19"   |
| 6                   | Amaro Antunes      | CCC Team                    | + 2'45"   |
| 7                   | Fausto Masnada     | Androni-Sidermec-Bottecchia | + 3'14"   |
| 8                   | Pieter Serry       | Deceuninck–Quick-Step       | + 3'25"   |
| 9                   | Andrey Amador      | Movistar Team               | + 3'27"   |
| 10                  | Sam Oomen          | Team Sunweb                 | + 4'57"   |

1e etappe ·
2e etappe ·
3e etappe ·
4e etappe ·
5e etappe ·
6e etappe ·
7e etappe ·
8e etappe ·
9e etappe ·
10e etappe ·
11e etappe ·
12e etappe ·
13e etappe ·
14e etappe ·
15e etappe ·
16e etappe ·
17e etappe ·
18e etappe ·
19e etappe ·
20e etappe ·
21e etappe
Startlijst · Eindstanden · Afbeeldingen